# Governació d'Irbid

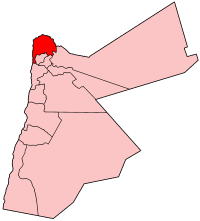
Governació d'Irbid.

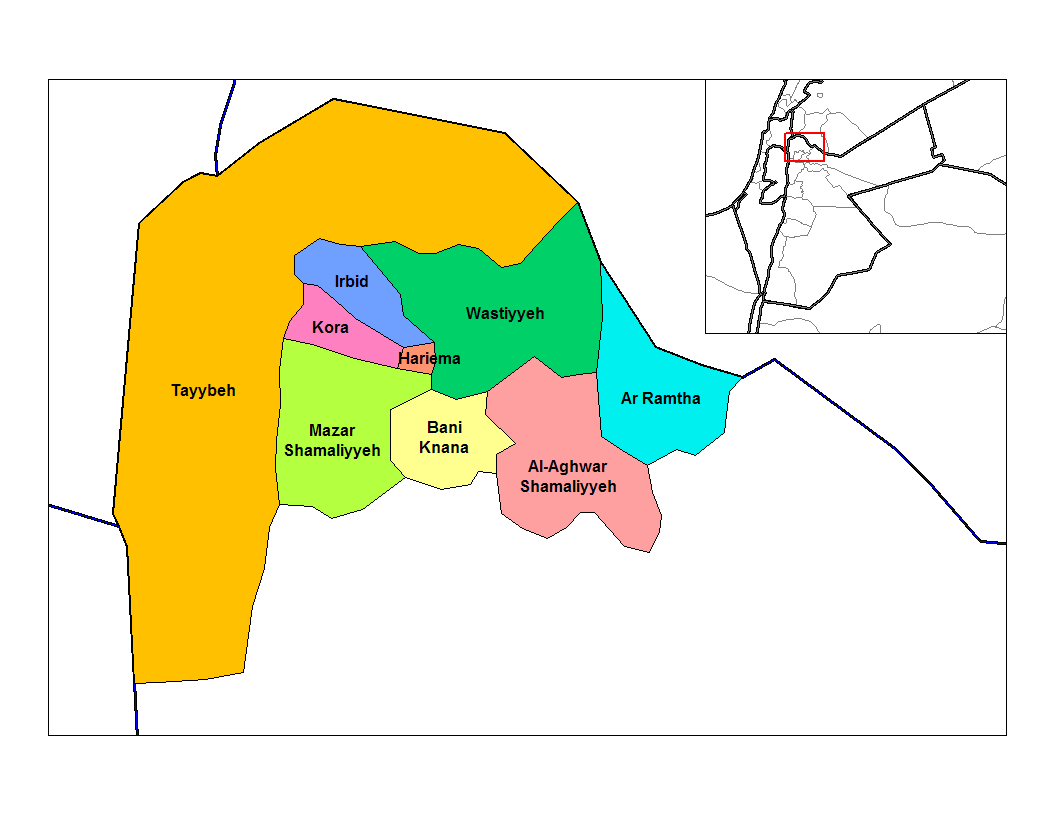
Nàhiyes o districtes de la governació d'Irbid.

La governació o muhàfadha d'Irbid (àrab: محافظة إربد, muḥāfaẓat Irbid) és una de les dotze governacions o muhàfadhes del Regne Haiximita de Jordània. Està situada al nord d'Amman, la capital de Jordània. La capital de la governació és la ciutat homònima d'Irbid, que n'és al centre.
La governació es caracteritza per la seva situació estratègica, la seva importància històrica i arqueològica i el paper econòmic que aquesta juga. Irbid està a la part alta de les regions jordanes agrícoles sobretot en la producció de cítrics, olives, blat i mel d'abella.

## Demografia
Amb una superfície total de 1.572 km² i amb una població composta per uns 950.695 habitants, la seva densitat poblacional és de 604,8 habitants per cada quilòmetre quadrat.

## Divisions internes
La governació es subdivideix en nou nàhiyes o districtes:
- Al-Qasabeh
- Bani Obaid
- Al-Mazar Al-Shamali
- Ramtha
- Bani Kinaneh
- Koura
- Al-Aghwar Shamaliyyeh
- Taybeh
- Wasatieh